# Queen's Club Championships 2004 - Qualificazioni singolare
Le qualificazioni del singolare ai Queen's Club Championships 2004 sono state un torneo di tennis preliminare per accedere alla fase finale della manifestazione. I vincitori dell'ultimo turno sono entrati di diritto nel tabellone principale. In caso di ritiro di uno o più giocatori aventi diritto a questi sono subentrati i lucky loser, ossia i giocatori che hanno perso nell'ultimo turno ma che avevano una classifica più alta rispetto agli altri partecipanti che avevano comunque perso nel turno finale.
Le qualificazioni del torneoQueen's Club Championships 2004 prevedevano 56 partecipanti di cui 7 sono entrati nel tabellone principale.

## Teste di serie
1. Kristof Vliegen (secondo turno)
2. Jeff Morrison (Qualificato)
3. Hyung-Taik Lee (Qualificato)
4. Todd Reid (Qualificato)
5. Glenn Weiner (secondo turno)
6. Gilles Müller (secondo turno)
7. Alejandro Falla (ultimo turno)

1. Massimo Dell'Acqua (ultimo turno)
2. Danai Udomchoke (secondo turno)
3. Franco Ferreiro (primo turno)
4. Rik De Voest (ultimo turno)
5. Miguel Gallardo-Valles (secondo turno)
6. Takao Suzuki (ultimo turno)
7. Gouichi Motomura (ultimo turno)

## Qualificati
1. Takao Suzuki
2. Jeff Morrison
3. Hyung-Taik Lee
4. Todd Reid

1. Wesley Whitehouse
2. Ian Flanagan
3. Jamie Delgado

## Tabellone

### Legenda
| - Q = Qualificato - WC = Wild card - LL = Lucky loser | - ALT = Alternate - SE = Special Exempt - PR = Protected Ranking | - w/o = Walkover - r = Ritirato - d = Squalificato |

### Sezione 1
|  | Primo turno      | Primo turno        | Primo turno      | Primo turno | Primo turno |  |  | Secondo turno | Secondo turno    | Secondo turno   | Secondo turno | Secondo turno |   |   | Ultimo turno | Ultimo turno  | Ultimo turno  | Ultimo turno | Ultimo turno |  |
|  |                  |                    |                  |             |             |  |  |               |                  |                 |               |               |   |   |              |               |               |              |              |  |
|  | 1                | Kristof Vliegen    | 6                | 2           | 6           |  |  |               |                  |                 |               |               |   |   |              |               |               |              |              |  |
|  |                  | Richard Bloomfield | 3                | 6           | 2           |  |  | 1             | Kristof Vliegen  | Kristof Vliegen | 5             | 1             |   |   |              |               |               |              |              |  |
|  | Matthew Smith    | Matthew Smith      | Matthew Smith    | 6           | 6           |  |  |               | Matthew Smith    | Matthew Smith   | 7             | 6             |   |   |              |               |               |              |              |  |
|  | Elliot Wronski   | Elliot Wronski     | Elliot Wronski   | 1           | 4           |  |  |               |                  |                 |               |               |   |   |              | Matthew Smith | Matthew Smith | 2            | 0            |  |
|  | Satoshi Iwabuchi | Satoshi Iwabuchi   | Satoshi Iwabuchi | 6           | 6           |  |  |               |                  | 13              | Takao Suzuki  | Takao Suzuki  | 6 | 6 |              |               |               |              |              |  |
|  | Raven Klaasen    | Raven Klaasen      | Raven Klaasen    | 4           | 0           |  |  |               | Satoshi Iwabuchi | 7               | 5             | 1             |   |   |              |               |               |              |              |  |
|  | 13               | Takao Suzuki       | Takao Suzuki     | 6           | 6           |  |  | 13            | Takao Suzuki     | 5               | 7             | 6             |   |   |              |               |               |              |              |  |
|  |                  | Tasuku Iwami       | Tasuku Iwami     | 1           | 4           |  |  |               |                  |                 |               |               |   |   |              |               |               |              |              |  |

### Sezione 2
|  | Primo turno        | Primo turno          | Primo turno          | Primo turno | Primo turno |  |  | Secondo turno | Secondo turno      | Secondo turno | Secondo turno      | Secondo turno      |   |   | Ultimo turno | Ultimo turno  | Ultimo turno  | Ultimo turno | Ultimo turno |  |
|  |                    |                      |                      |             |             |  |  |               |                    |               |                    |                    |   |   |              |               |               |              |              |  |
|  | 2                  | Jeff Morrison        | Jeff Morrison        | 6           | 6           |  |  |               |                    |               |                    |                    |   |   |              |               |               |              |              |  |
|  |                    | Aisam-ul-Haq Qureshi | Aisam-ul-Haq Qureshi | 4           | 3           |  |  | 2             | Jeff Morrison      | Jeff Morrison | 6                  | 6                  |   |   |              |               |               |              |              |  |
|  | Lee Childs         | Lee Childs           | Lee Childs           | 6           | 6           |  |  |               | Lee Childs         | Lee Childs    | 1                  | 3                  |   |   |              |               |               |              |              |  |
|  | František Čermák   | František Čermák     | František Čermák     | 4           | 1           |  |  |               |                    |               |                    |                    |   |   | 2            | Jeff Morrison | Jeff Morrison | 6            | 6            |  |
|  | Jo-Wilfried Tsonga | Jo-Wilfried Tsonga   | Jo-Wilfried Tsonga   | 6           | 7           |  |  |               |                    |               | Jo-Wilfried Tsonga | Jo-Wilfried Tsonga | 3 | 2 |              |               |               |              |              |  |
|  | Richard Wire       | Richard Wire         | Richard Wire         | 4           | 6           |  |  |               | Jo-Wilfried Tsonga | 3             | 6                  | 6                  |   |   |              |               |               |              |              |  |
|  | 9                  | Danai Udomchoke      | Danai Udomchoke      | 7           | 6           |  |  | 9             | Danai Udomchoke    | 6             | 2                  | 3                  |   |   |              |               |               |              |              |  |
|  |                    | Daniel Kiernan       | Daniel Kiernan       | 5           | 2           |  |  |               |                    |               |                    |                    |   |   |              |               |               |              |              |  |

### Sezione 3
|  | Primo turno    | Primo turno      | Primo turno      | Primo turno | Primo turno |  |  | Secondo turno | Secondo turno    | Secondo turno  | Secondo turno    | Secondo turno    |   |   | Ultimo turno | Ultimo turno   | Ultimo turno   | Ultimo turno | Ultimo turno |  |
|  |                |                  |                  |             |             |  |  |               |                  |                |                  |                  |   |   |              |                |                |              |              |  |
|  | 3              | Hyung-Taik Lee   | Hyung-Taik Lee   | 6           | 6           |  |  |               |                  |                |                  |                  |   |   |              |                |                |              |              |  |
|  |                | Gastón Etlis     | Gastón Etlis     | 3           | 1           |  |  | 3             | Hyung-Taik Lee   | Hyung-Taik Lee | 6                | 6                |   |   |              |                |                |              |              |  |
|  | Chris Guccione | Chris Guccione   | Chris Guccione   | 6           | 6           |  |  |               | Chris Guccione   | Chris Guccione | 4                | 4                |   |   |              |                |                |              |              |  |
|  | Naim Lalji     | Naim Lalji       | Naim Lalji       | 3           | 3           |  |  |               |                  |                |                  |                  |   |   | 3            | Hyung-Taik Lee | Hyung-Taik Lee | 6            | 6            |  |
|  | Nathan Healey  | Nathan Healey    | 3                | 6           | 6           |  |  |               |                  | 14             | Gouichi Motomura | Gouichi Motomura | 2 | 3 |              |                |                |              |              |  |
|  | Florin Mergea  | Florin Mergea    | 6                | 4           | 4           |  |  |               | Nathan Healey    | 6              | 5                | 1                |   |   |              |                |                |              |              |  |
|  | 14             | Gouichi Motomura | Gouichi Motomura | 6           | 7           |  |  | 14            | Gouichi Motomura | 3              | 7                | 6                |   |   |              |                |                |              |              |  |
|  |                | Chris Lewis      | Chris Lewis      | 1           | 65          |  |  |               |                  |                |                  |                  |   |   |              |                |                |              |              |  |

### Sezione 4
|  | Primo turno      | Primo turno      | Primo turno   | Primo turno | Primo turno |  |  | Secondo turno | Secondo turno    | Secondo turno    | Secondo turno | Secondo turno |   |    | Ultimo turno | Ultimo turno | Ultimo turno | Ultimo turno | Ultimo turno |  |
|  |                  |                  |               |             |             |  |  |               |                  |                  |               |               |   |    |              |              |              |              |              |  |
|  | 4                | Todd Reid        | Todd Reid     | 6           | 6           |  |  |               |                  |                  |               |               |   |    |              |              |              |              |              |  |
|  |                  | Rameez Junaid    | Rameez Junaid | 4           | 4           |  |  | 4             | Todd Reid        | Todd Reid        | 7             | 6             |   |    |              |              |              |              |              |  |
|  | Julien Cassaigne | Julien Cassaigne | 6             | 4           | 7           |  |  |               | Julien Cassaigne | Julien Cassaigne | 5             | 4             |   |    |              |              |              |              |              |  |
|  | Tom Burn         | Tom Burn         | 2             | 6           | 65          |  |  |               |                  |                  |               |               |   |    | 4            | Todd Reid    | Todd Reid    | 6            | 7            |  |
|  | Mark Hilton      | Mark Hilton      | Mark Hilton   | 6           | 6           |  |  |               |                  | 11               | Rik De Voest  | Rik De Voest  | 3 | 63 |              |              |              |              |              |  |
|  | George Bastl     | George Bastl     | George Bastl  | 4           | 2           |  |  |               | Mark Hilton      | Mark Hilton      | 4             | 4             |   |    |              |              |              |              |              |  |
|  | 11               | Rik De Voest     | 4             | 6           | 6           |  |  | 11            | Rik De Voest     | Rik De Voest     | 6             | 6             |   |    |              |              |              |              |              |  |
|  |                  | Nicolas Renavand | 6             | 3           | 3           |  |  |               |                  |                  |               |               |   |    |              |              |              |              |              |  |

### Sezione 5
|  | Primo turno       | Primo turno        | Primo turno        | Primo turno | Primo turno |  |  | Secondo turno | Secondo turno      | Secondo turno      | Secondo turno      | Secondo turno |   |    | Ultimo turno | Ultimo turno      | Ultimo turno | Ultimo turno | Ultimo turno |  |
|  |                   |                    |                    |             |             |  |  |               |                    |                    |                    |               |   |    |              |                   |              |              |              |  |
|  | 5                 | Glenn Weiner       | 4                  | 6           | 7           |  |  |               |                    |                    |                    |               |   |    |              |                   |              |              |              |  |
|  |                   | Jimy Szymanski     | 6                  | 1           | 62          |  |  | 5             | Glenn Weiner       | Glenn Weiner       | 65                 | 3             |   |    |              |                   |              |              |              |  |
|  | Wesley Whitehouse | Wesley Whitehouse  | Wesley Whitehouse  | 6           | 6           |  |  |               | Wesley Whitehouse  | Wesley Whitehouse  | 7                  | 6             |   |    |              |                   |              |              |              |  |
|  | Kevin Ullyett     | Kevin Ullyett      | Kevin Ullyett      | 2           | 4           |  |  |               |                    |                    |                    |               |   |    |              | Wesley Whitehouse | 7            | 0            | 7            |  |
|  | Marcos Baghdatis  | Marcos Baghdatis   | Marcos Baghdatis   | 6           | 6           |  |  |               |                    | 8                  | Massimo Dell'Acqua | 68            | 6 | 63 |              |                   |              |              |              |  |
|  | Miles Kasiri      | Miles Kasiri       | Miles Kasiri       | 0           | 4           |  |  |               | Marcos Baghdatis   | Marcos Baghdatis   | 2                  | 4             |   |    |              |                   |              |              |              |  |
|  | 8                 | Massimo Dell'Acqua | Massimo Dell'Acqua | 6           | 6           |  |  | 8             | Massimo Dell'Acqua | Massimo Dell'Acqua | 6                  | 6             |   |    |              |                   |              |              |              |  |
|  |                   | Dominic Inglot     | Dominic Inglot     | 3           | 2           |  |  |               |                    |                    |                    |               |   |    |              |                   |              |              |              |  |

### Sezione 6
|  | Primo turno    | Primo turno            | Primo turno            | Primo turno | Primo turno |  |  | Secondo turno | Secondo turno          | Secondo turno  | Secondo turno | Secondo turno |   |   | Ultimo turno   | Ultimo turno   | Ultimo turno | Ultimo turno | Ultimo turno |  |
|  |                |                        |                        |             |             |  |  |               |                        |                |               |               |   |   |                |                |              |              |              |  |
|  | 6              | Gilles Müller          | 6                      | 3           | 6           |  |  |               |                        |                |               |               |   |   |                |                |              |              |              |  |
|  |                | Alex Bogdanović        | 4                      | 6           | 4           |  |  | 6             | Gilles Müller          | Gilles Müller  | 3             | 3             |   |   |                |                |              |              |              |  |
|  | Nenad Zimonjić | Nenad Zimonjić         | 6                      | 4           | 6           |  |  |               | Nenad Zimonjić         | Nenad Zimonjić | 6             | 6             |   |   |                |                |              |              |              |  |
|  | Martin Lee     | Martin Lee             | 2                      | 6           | 3           |  |  |               |                        |                |               |               |   |   | Nenad Zimonjić | Nenad Zimonjić | 7            | 2            | 3            |  |
|  | Ian Flanagan   | Ian Flanagan           | Ian Flanagan           | 6           | 6           |  |  |               |                        | Ian Flanagan   | Ian Flanagan  | 62            | 6 | 6 |                |                |              |              |              |  |
|  | Andrew Banks   | Andrew Banks           | Andrew Banks           | 4           | 2           |  |  |               | Ian Flanagan           | 6              | 3             | 7             |   |   |                |                |              |              |              |  |
|  | 12             | Miguel Gallardo-Valles | Miguel Gallardo-Valles | 6           | 4           |  |  | 12            | Miguel Gallardo-Valles | 4              | 6             | 5             |   |   |                |                |              |              |              |  |
|  |                | Jean-François Bachelot | Jean-François Bachelot | 2           | 2r          |  |  |               |                        |                |               |               |   |   |                |                |              |              |              |  |

### Sezione 7
|  | Primo turno    | Primo turno     | Primo turno     | Primo turno | Primo turno |  |  | Secondo turno  | Secondo turno   | Secondo turno  | Secondo turno | Secondo turno |   |   | Ultimo turno | Ultimo turno    | Ultimo turno | Ultimo turno | Ultimo turno |  |
|  |                |                 |                 |             |             |  |  |                |                 |                |               |               |   |   |              |                 |              |              |              |  |
|  | 7              | Alejandro Falla | Alejandro Falla | 6           | 6           |  |  |                |                 |                |               |               |   |   |              |                 |              |              |              |  |
|  |                | Faris Khatib    | Faris Khatib    | 0           | 4           |  |  | 7              | Alejandro Falla | 4              | 6             | 7             |   |   |              |                 |              |              |              |  |
|  | André Sá       | André Sá        | André Sá        | 6           | 6           |  |  |                | André Sá        | 6              | 3             | 5             |   |   |              |                 |              |              |              |  |
|  | Louis Vosloo   | Louis Vosloo    | Louis Vosloo    | 2           | 4           |  |  |                |                 |                |               |               |   |   | 7            | Alejandro Falla | 7            | 4            | 1            |  |
|  | James Auckland | James Auckland  | James Auckland  | 6           | 6           |  |  |                |                 |                | Jamie Delgado | 5             | 6 | 6 |              |                 |              |              |              |  |
|  | Vishal Punna   | Vishal Punna    | Vishal Punna    | 3           | 2           |  |  | James Auckland | James Auckland  | James Auckland | 64            | 5             |   |   |              |                 |              |              |              |  |
|  |                | Jamie Delgado   | Jamie Delgado   | 6           | 6           |  |  | Jamie Delgado  | Jamie Delgado   | Jamie Delgado  | 7             | 7             |   |   |              |                 |              |              |              |  |
|  | 10             | Franco Ferreiro | Franco Ferreiro | 2           | 4           |  |  |                |                 |                |               |               |   |   |              |                 |              |              |              |  |